# نارويوكي ناإيتو
نارويُوكي ناإيتو (باليابانية: 内藤 就行) (9 نوفمبر 1967 في نارا في اليابان – )؛ هو لاعب كرة قدم ياباني سابق كان يلعب كمداف.

## وصلات خارجية
- نارويوكي ناإيتو على موقع رابطة كرة القدم اليابانية للمحترفين (اليابانية)
- نارويوكي ناإيتو على موقع قاعدة بيانات كرة القدم.إي يو (الإنجليزية)
- نارويوكي ناإيتو على موقع Soccerway.com (الإنجليزية)
- نارويوكي ناإيتو على موقع عالم كرة القدم.نت (الإنجليزية)